# Kistelnîțea, Rozdilna
Kistelnîțea (în ucraineană Кістельниця) este un sat în comuna Velîkoploske din raionul Rozdilna, regiunea Odesa, Ucraina.

## Demografie
Componența lingvistică a localității Kistelnîțea
     Ucraineană (59,3%)
     Rusă (32,56%)
     Română (8,14%)
Conform recensământului din 2001, majoritatea populației localității Kistelnîțea era vorbitoare de ucraineană (59,3%), existând în minoritate și vorbitori de rusă (32,56%) și română (8,14%).